# Chiaglas longicornis
Chiaglas longicornis är en stekelart som beskrevs av Cameron 1903. Chiaglas longicornis ingår i släktet Chiaglas och familjen brokparasitsteklar. Inga underarter finns listade i Catalogue of Life.